# Conférences WADS et SWAT
Les conférences Scandinavian Symposium and Workshops on Algorithm Theory  (abrégée en SWAT) et ''Algorithms and Data Structures Symposium (abrégée en WADS) sont des conférences scientifiques biennales dans le domaine de l’informatique théorique et notamment de l'algorithmique et des structures de données. WADS a lieu les années impaires, en général au Canada et toujours en Amérique du Nord. La conférence jumelle, le Scandinavian Symposium and Workshops on Algorithm Theory (SWAT), a lieu  les années paires, en général en Scandinavie et toujours en Europe du Nord.
Les actes des deux conférences sont publiées par Springer dans leur série Lecture Notes in Computer Science jusqu'en 2015. Depuis 2016 et les actes du 15e SWAT, celles du SWAT paraissent dans la collection LIPIcs du Leibniz-Zentrum für Informatik et

## Thèmes et organisation
Les sujets des conférences couvrent la conception et l'analyse des algorithmes et des structures de données dans tous les domaines, y compris bio-informatique, combinatoire, géométrie algorithmique, base de données, algorithmique du tracé de graphes, calcul parallèle et distribué. 
En 2015, la conférence WADS de Victoria, au Canada, comportait 54 communications sélectionnées parmi 148 soumissions. 
En 2016, pour la conférence SWAT de Reykjavík, il y a eu 30 communications retenues parmi les 90 propositions d’auteurs de 31 pays. La sélection a été faite par un comité du programme de 23 membres aidés par 167 rapporteurs, chaque proposition a été examinée par au moins trois experts. Toujours pour SWAT 2016, un student best paper award a été attribué ; trois conférences invitées ont été données.

## Historique
Le premier SWAT aeu lieu en 1988, à Halmstad, en Suède. Le premier WADS a été organisé l'année d'après, en 1989, à Ottawa, au Canada. Jusqu'en 2007, WADS était connu sous le nom Workshop on Algorithms and Data Structures, et jusqu'en 2008, SWAT était appelé le Scandinavian Workshop on Algorithm Theory.